# Epicalymma schmitti
Epicalymma schmitti är en kräftdjursart som beskrevs av Heron 1977. Epicalymma schmitti ingår i släktet Epicalymma och familjen Oncaeidae. Inga underarter finns listade i Catalogue of Life.